# علی محمد شهیدی
علی محمد شهیدی (زادۀ ۱۳۳۳ ولسوالی پل علم - ولایت لوگر) سیاستمدار افغانستانی و نمایندۀ مردم ولایت لوگر در دوره‌های پانزدهم و شانزدهم مجلس نمایندگان است. وی در مجلس شانزدهم نمایندگان افغانستان عضو کمیسیون مواصلات، مخابرات، امور انکشاف شهری، تهیه‌ی مسکن، تهیه‌ی آب‌وبرق و امور شهرداری‌ها می‌باشد.

## زندگی‌نامه
علی محمد شهیدی زادۀ ۱۳۳۳ در ولسوالی پل‌علم ولایت لوگر است. وی تحصیلات متوسطۀ خود را در لیسه/دبیرستان جهادی کُلنگار به اتمام برد و پس از آن مشغول فعالیت بازرگانی گشت. وی در دوران جنگ‌های داخلی افغانستان عضو حزب اسلامی افغانستان بود.

## دیگر فعالیت‌ها
دیگر فعالیت‌های وی:
- نمایندۀ مردم لوگر در دوره‌های پانزدهم و شانزدهم مجلس نمایندگان افغانستان.